# Chorlu
Entrada da cidade.
Chorlu (em turco: Çorlu; antigamente Čorlu) é uma cidade do noroeste da Turquia, na região de Trácia Oriental, na província de Tequirda, distrito de Chorlu. A situação no trajecto da autopista principal entre Istambul (a 153 km), Grécia e Bulgária fez a cidade se desenvolver como cidade industrial. No censo do 2000 tinha 151 525 habitantes, o dobro que em 1990 (74 681 habitantes) e nove vezes mais que em 1955 (17 025 habitantes). Em suas cercanias corre o rio Chorlu o afluente do Ergene.

## História
Fizeram-se achados datados desde o 1000 a.C. que deixam supor que teve um estabelecimento frígia de nome Tzíralo (Tzirallum). Posteriormente estabeleceram-se gregos, persas, macedônios, romanos e bizantinos. Sob o domínio romano chamou-se Cenofúurio, e ali foi assassinado o imperador Aureliano em 275. Romanos e bizantinos construíram potentes fortificações e serviu como lugar estratégico para o controle da Trácia.
O sultão otomano Murade I conquistou-a para 1360 e fez destruir as fortificações gregas e a muralha romana. a 3 de agosto de 1511 Bajazeto II derrotou ao costado do povo, na pequena aldeia de Ouğraşdere (Sirt-köyü), ao príncipe Selim, que teve que fugir para a Crimeia. O outro pretendente ao trono, o príncipe Amade, governador de Amásia, avançou para Istambul esperando cruzar os estreitos e converter-se em sultão, mas distúrbios na capital provocados pelos janízaros (que apesar de se manter leais a Bajazeto eram favoráveis a Selim e não aceitavam a Amade), lhe fizeram duvidar e finalmente decidiu estabelecer o seu poder na Ásia Menor e entrar assim em rebelião aberta contra o seu pai. Nestas condições Bajazeto chamou a Selim, que estava em Cafa, e lhe devolveu a província de Semendria. Agora o temor de Bajazeto era uma possível aliança entre Amade e Ismail I da Pérsia. Os janízaros pressionavam e finalmente Bajazeto II abdicou em favor de Selim em abril de 1512. O sultão retirou-se para Demótica mas morreu durante a viagem (26 de maio de 1512) cerca de Chorlu. Selim mesmo também morreu em Chorlu nove anos depois (mas os dois foram enterrados em Istambul).
Evliya Çelebi descreve a cidade em 1651 e diz que tinha 3 000 casas com população repartida entre cristãos e muçulmanos, e diz que era um próspero shopping. Nesse tempo era um caza (distrito) do sanjaco de Vize. Foi ocupada temporariamente pelos russos durante a guerra de 1877-1878. Na Primeira Guerra Balcânica de 1912-1913, Chorlu foi posto de comando do exército otomano, sendo ocupada por forças búlgaras em dezembro de 1912, e foi recuperada pelos otomanos na segunda Guerra Balcânica, em julho de 1913. De 1920 a 1922 foi ocupada pelos gregos. Após 1923 foi uma importante estação do exército republicano turco, atualmente é sede do 189° regimento de infantaria. Após 1990 estabeleceram-se muitos turcos da Bulgária, mas principalmente emigrantes internos vindos de Anatolia, também tem uma forte comunidade romena e refugiados albaneses e bósnios.

## Economia
A principal produção é o têxtil(com mais de 3 000 fábricas), mas também há indústrias alimentares, de bebidas refrescantes, gelados, condimentos, molhos e electrónica.